# Milon från Kroton

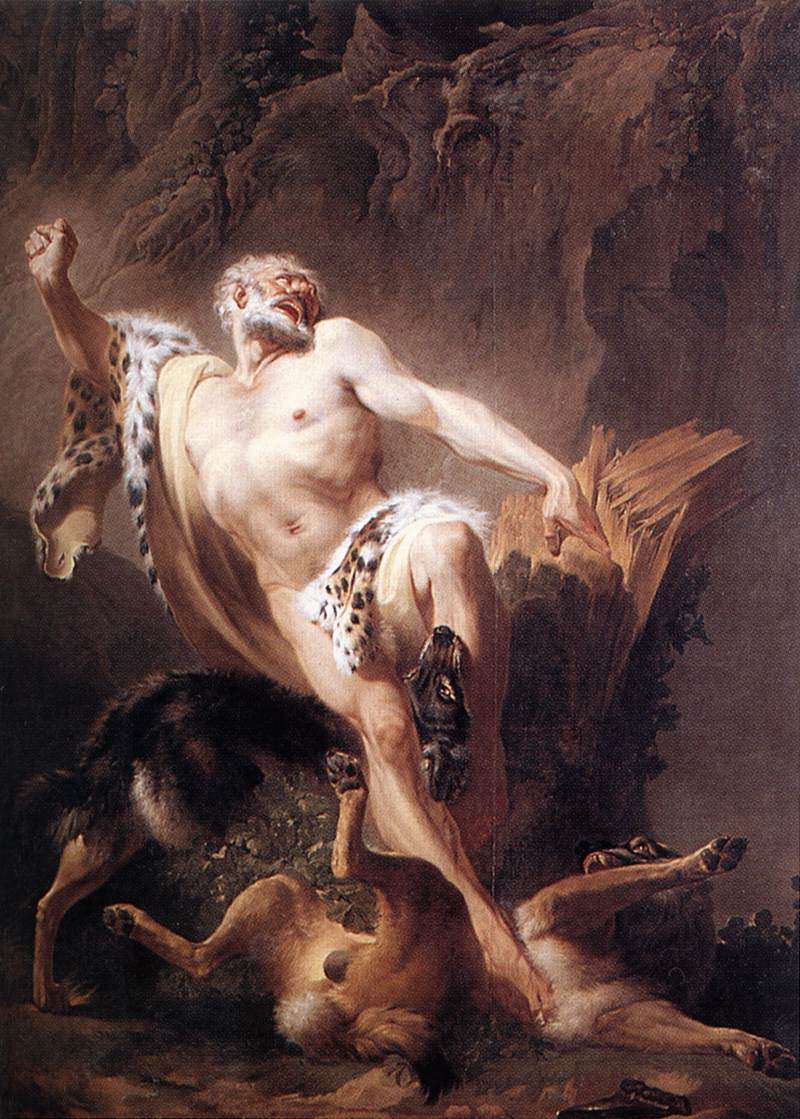
Milons död. Kopia av Jean-Jacques Bacheliers målning från 1761.

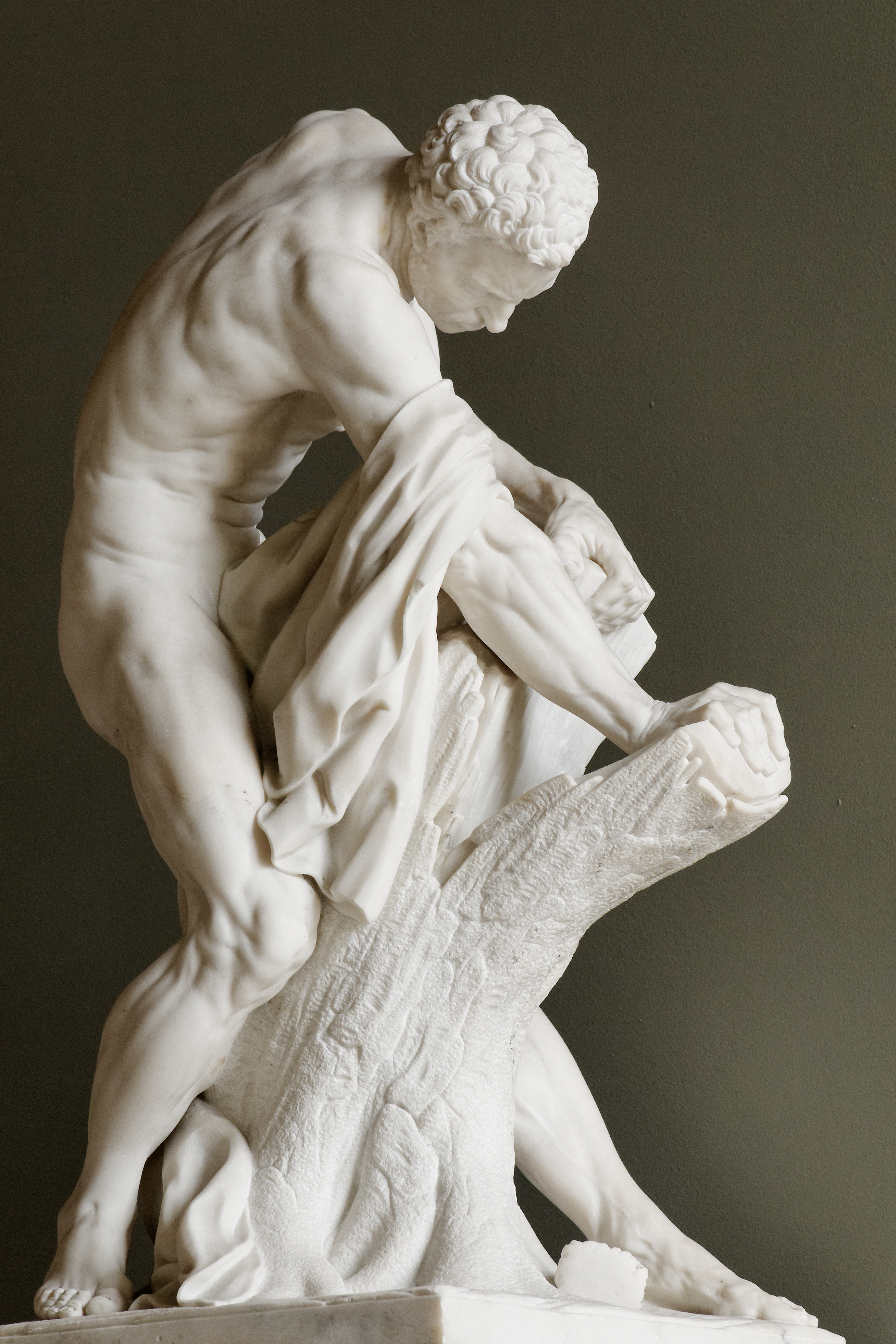
Skulptur av Edme Dumont, 1768.

Milon från Kroton var antikens mest kände brottare. Han levde i den grekiska kolonin Kroton i södra Italien på 500-talet f.Kr.

## Brottarkarriär
Antika källor beskriver Milon som väldigt stor och oerhört stark. Som brottare deltog han i de många idrottsfestivaler som hölls runt om i Grekland. Vid de 60:de olympiska spelen (540 f.Kr.) segrade han i pojkklassen. Därefter vann han ytterligare fem gånger i Olympia som vuxen. Han erövrade sju kronor (segrar, en av dem som pojke) vid de pythiska spelen, tio vid de isthmiska spelen och nio i de nemeiska spelen. Utifrån dessa meriter går det att räkna ut att han måste ha tävlat på högsta nivå under inte mindre än 24 år. Vid sitt sjunde försök i Olympia förlorade han eftersom hans yngre motståndare förstod att hålla distans till Milon och trötta ut honom.

## Myter om Milon
I sägnerna om Milon berättas att han kunde hålla ett granatäpple i sin hand utan att skada det medan alla som försökte bryta loss hans fingrar misslyckades med det. Han kunde spräcka ett band kring pannan bara genom att andas in så att blodkärlen i tinningarna utvidgades. I Olympia så skall han ha burit en bronsstaty föreställande honom själv och satt den på sin plats. En gång sägs Milon ha burit en fyra år gammal tjur på sin axlar innan han slaktade den och sedan åt upp den på en dag. En av hans träningsmetoder gick ut på att hålla balansen på en oljad diskus medan andra försökte knuffa omkull honom. Enligt en antik författare åt han muskelmagen från tuppar vilket gjorde honom oövervinnerlig.
Enligt Herodotos gifte sig Milons dotter med läkaren Demokedes. I vissa berättelser sammankopplats Milon med Pytagoras och dennes krets bland oligarkerna som styrde Kroton. Diodorus Siculus påstår, femhundra år senare, att Milon även skall ha lett en armé från Kroton i strid mot en styrka från Sybaris. Den romerske läkaren Galenos använde Milon från Kroton som exempel på hur meningslös idrott var.

## Död
I antika Greklands berättelser ville man gärna attribuera sedelärande dödsorsaker till berömda personer. Enligt Strabon och Pausanias vandrade Milon på landsbygden när han stötte på ett träd som delvis klyvts med kilar. Som ett slags styrkeprov förde Milon in sina händer i sprickan för att slita isär trädet men då han hade överskattat sin styrka gick det inte bättre än att kilarna åkte ur och Milons händer låstes fast i trädet. Han kunde inte komma loss och då han var försvarslös blev han uppäten av vargar.